# Marval
Marval – miejscowość i gmina we Francji, w regionie Nowa Akwitania, w departamencie Haute-Vienne.
Według danych na rok 1990 gminę zamieszkiwało 556 osób, a gęstość zaludnienia wynosiła 14 osób/km² (wśród 747 gmin Limousin Marval plasuje się na 234. miejscu pod względem liczby ludności, natomiast pod względem powierzchni na miejscu 79.).

## Galeria

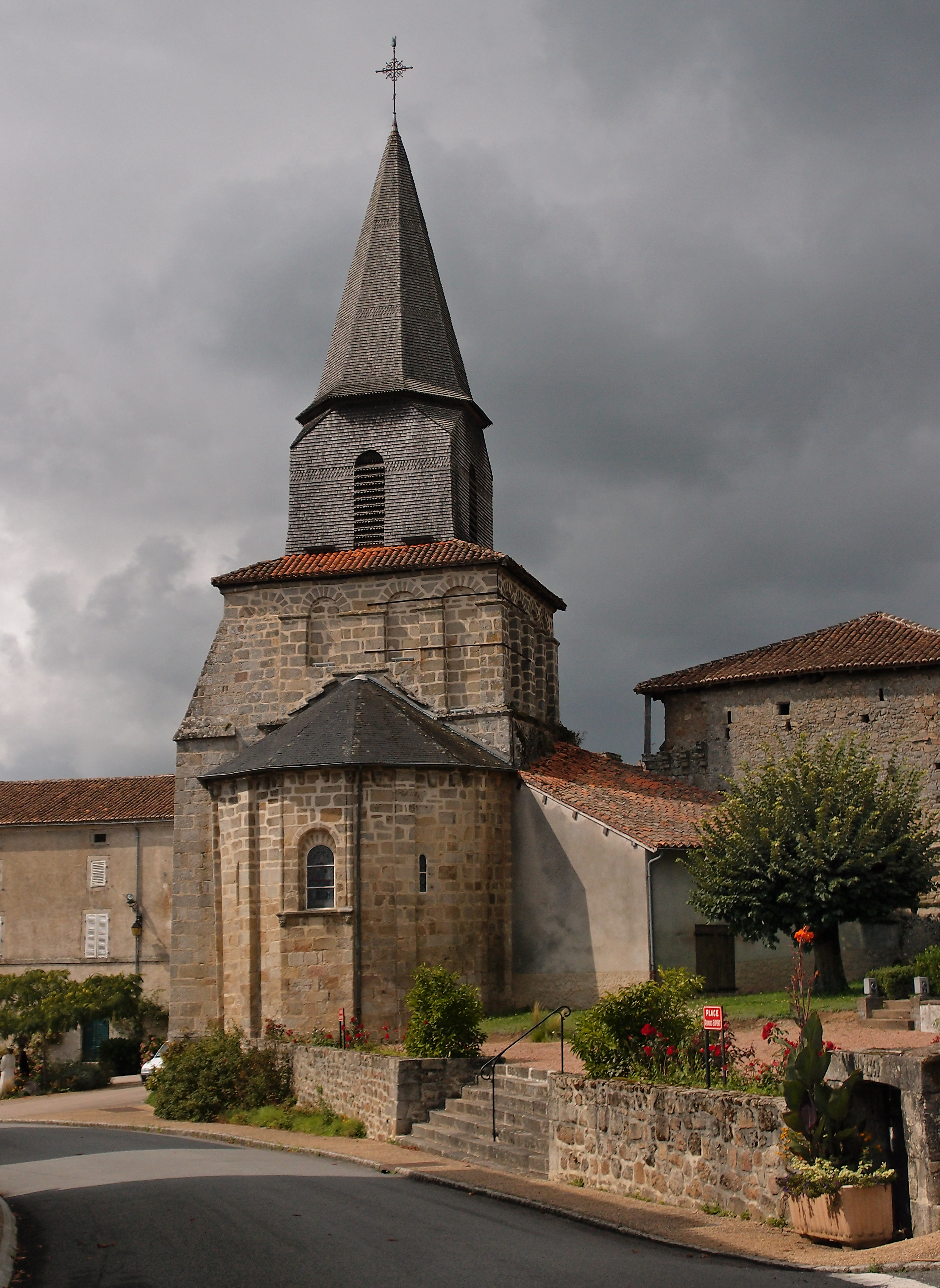
Zabytkowy XIII wieczny Kościół św. Amanda w Marval[1] (2011)
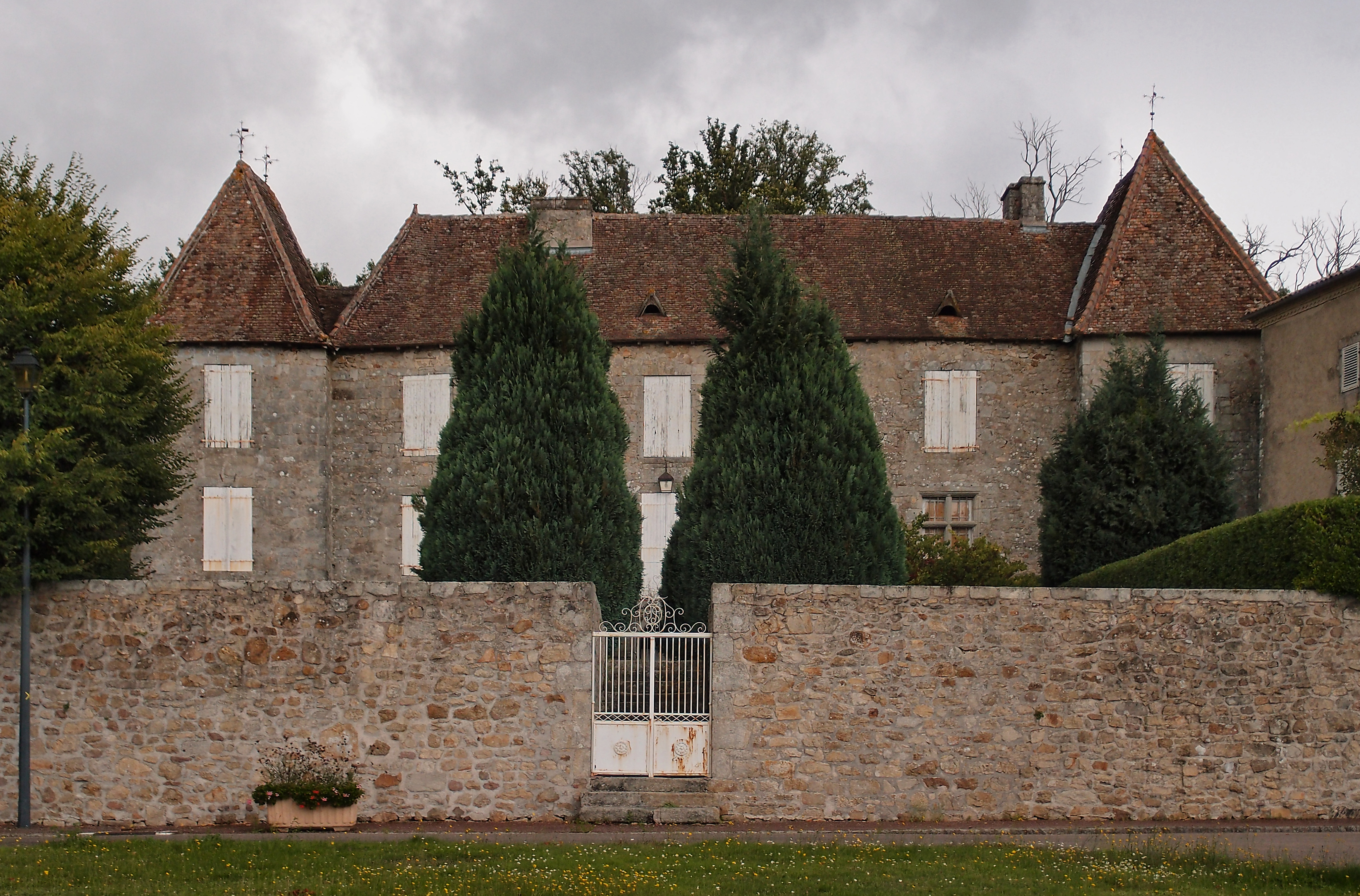
Zamek w Marval (2011)
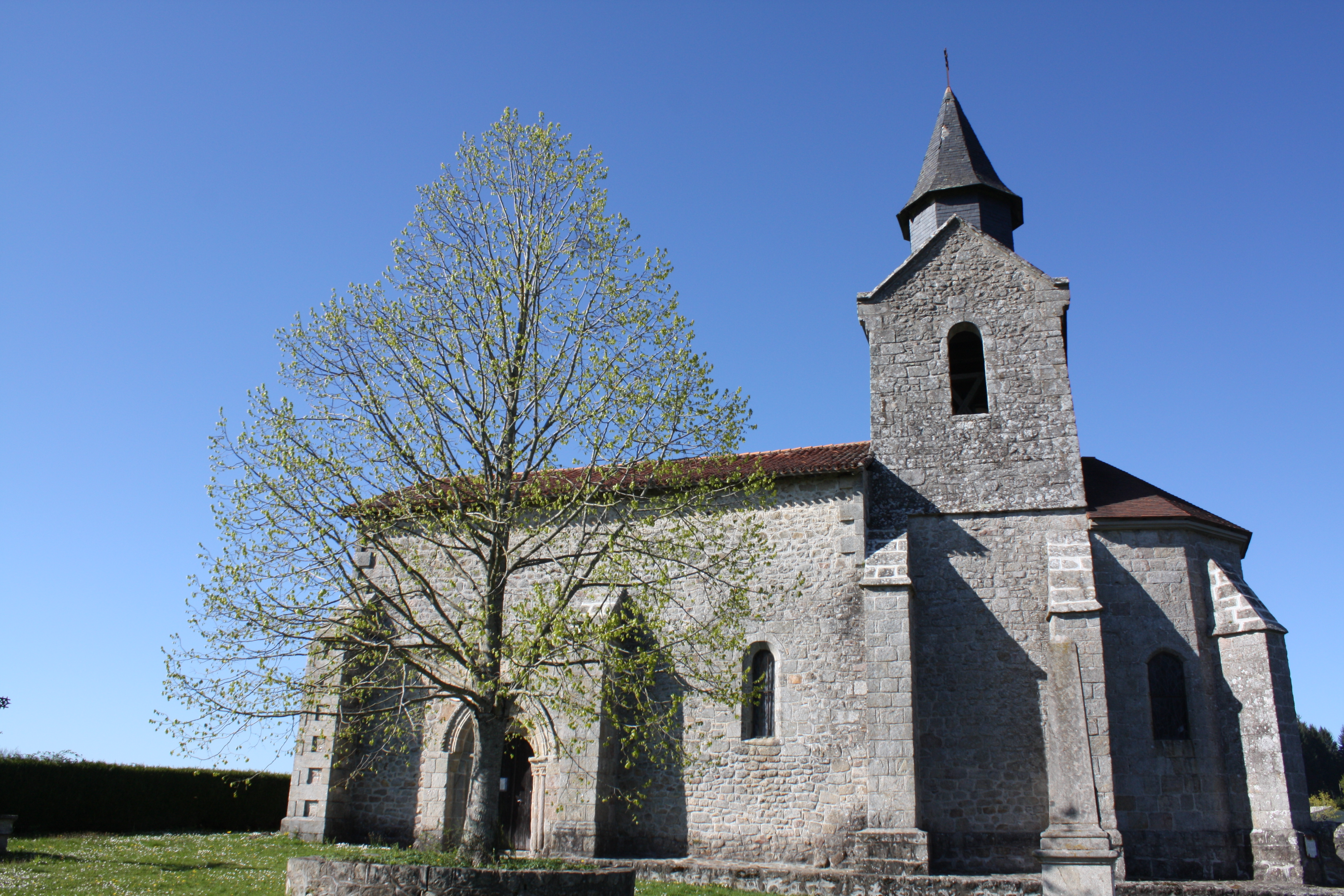
Kościół w Milhaguet (2014)

## Populacja

Populacja Marval w latach 1962–2008